# Nordmakedoniens herrlandslag i ishockey
Nordmakedoniens herrlandslag i ishockey representerar Nordmakedonien i ishockey på herrsidan. Första matchen spelades i Skopje den 27 mars 2011 mot bulgariska klubblaget Red Star Sofia. Första matchen mot ett landslag spelades i Skopje, den 20 december 2014 då man förlorade mot Bulgariens U20-landslag med 5-6.

### Fotnoter
1. ↑  ”Mkd vs Nations” (på engelska). Nationalteamsoficehockey. https://nationalteamsoficehockey.com/wp-content/uploads/2020/05/North-Macedonia-Men-Unofficial-Results.pdf. Läst 31 mars 2015.